# Contes d'Horace Van Offel
Contes d'Horace Van Offel is een bibliofiele uitgave met 22 kortverhalen van de auteur en journalist Horace Van Offel (°Antwerpen, 1878-1944) uitgegeven door de uitgever Georges Houyoux (1901-1971) in “Editions des artistes” in Brussel in 1935. Van Offel was hoofdredacteur van het Oostendse dagblad Le Carillon.

## Presentatie

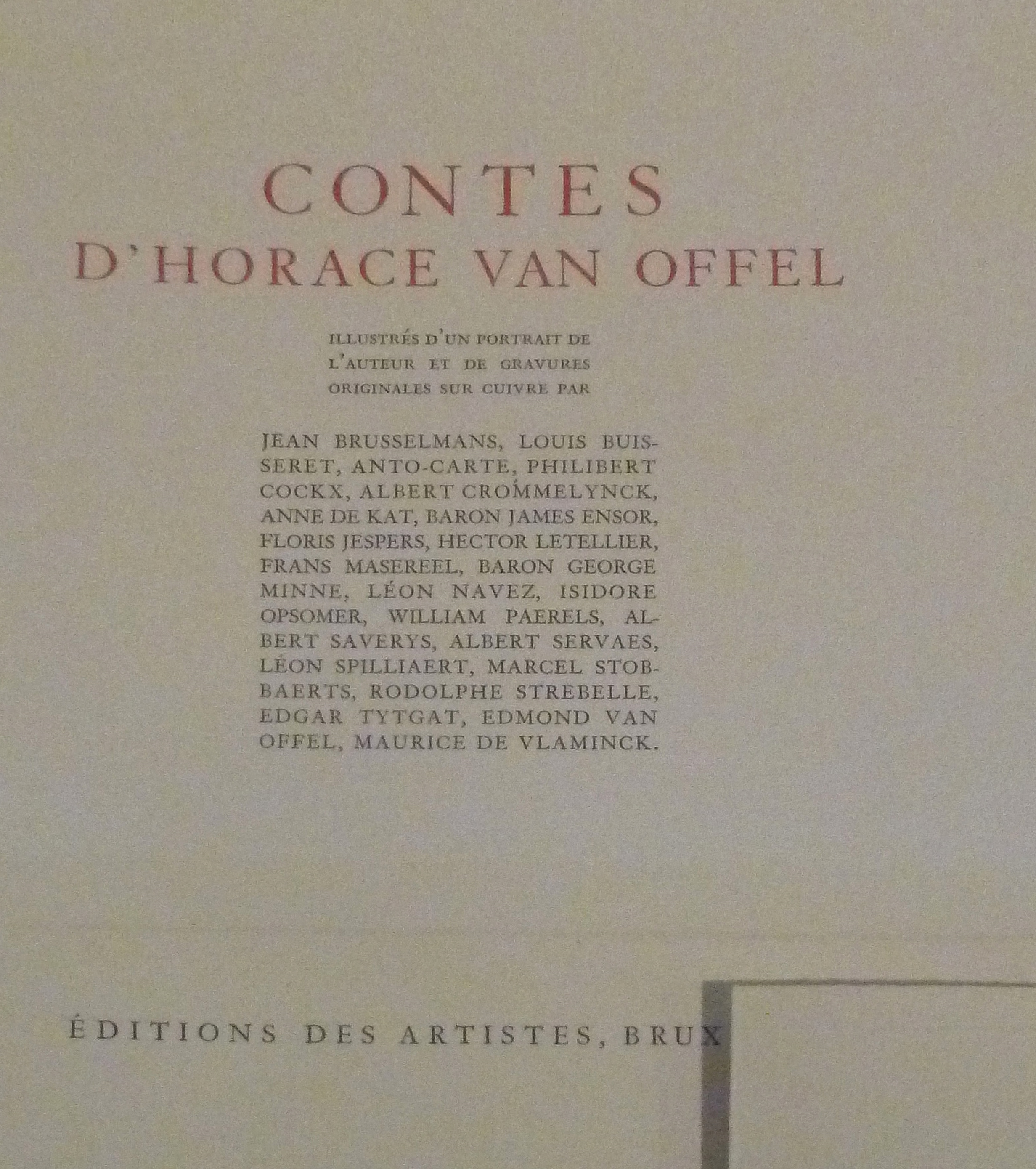
Titelblad van "Contes"

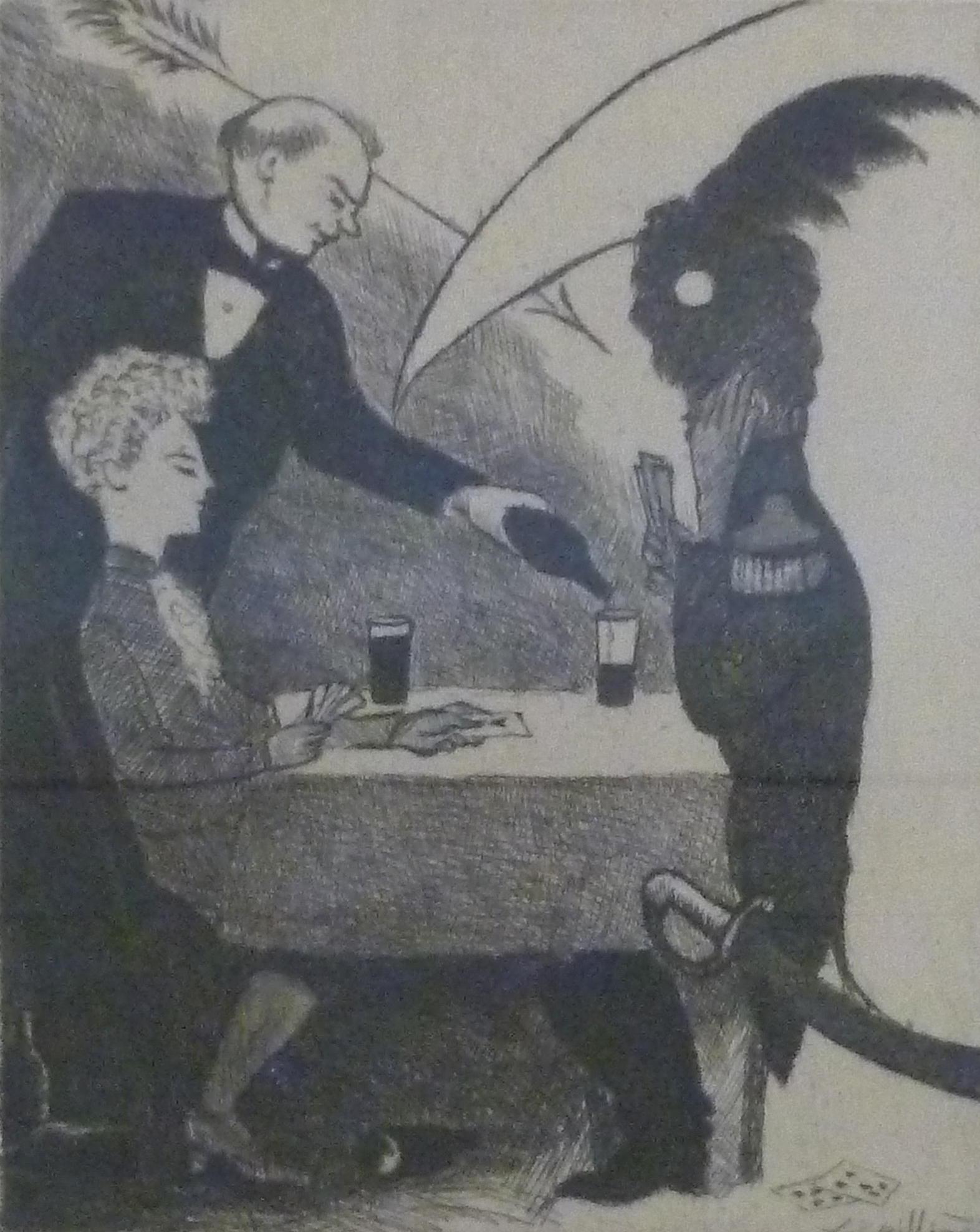
"La flèche et la faux", illustratie van Léon Spilliaert in de Contes d'Horace Van Offel.

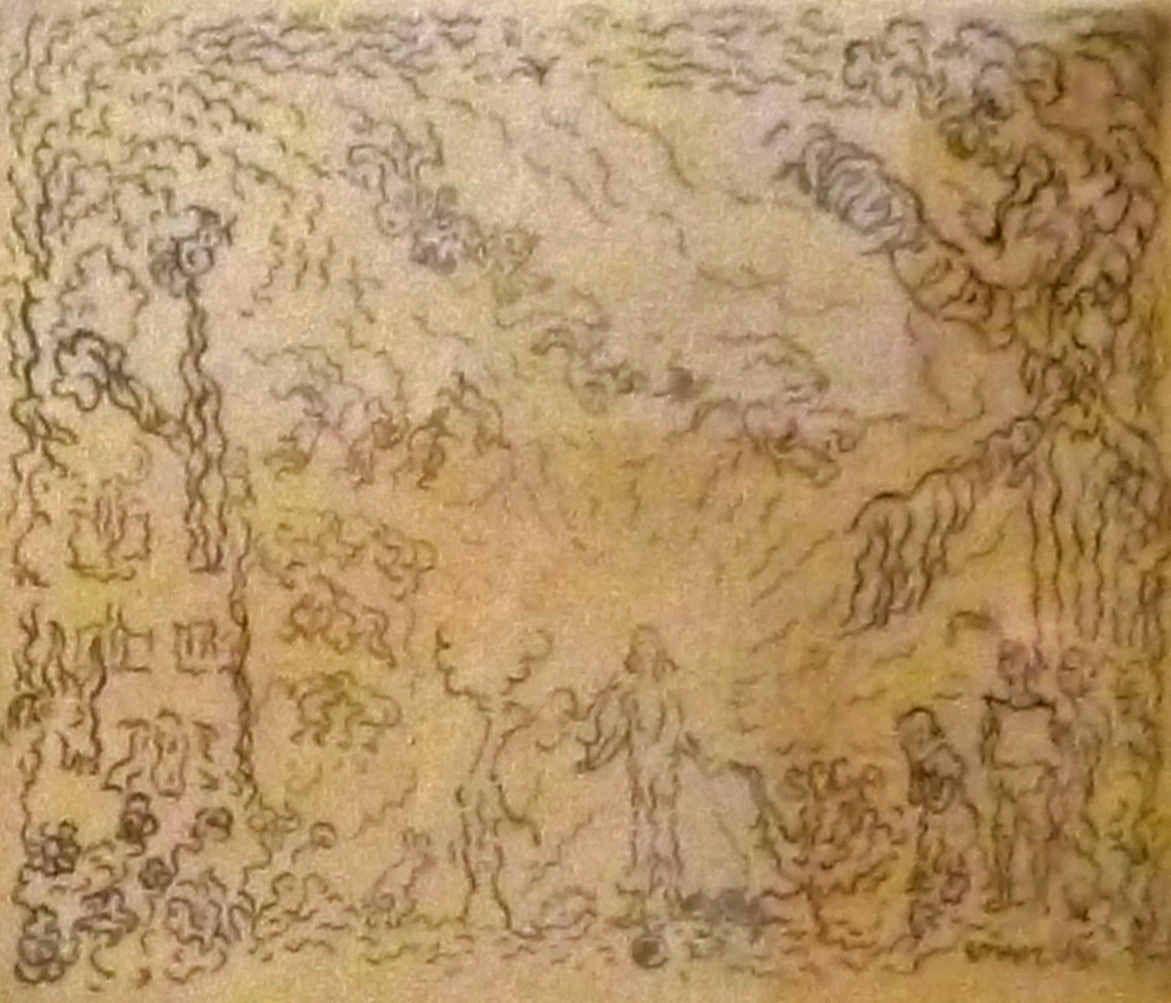
"De molenduivel", illustratie door James Ensor.

Elk verhaal maakt een afzonderlijke katern uit en is telkens vergezeld van een ets. Het geheel werd gepresenteerd in een cassette-foedraal.

## Oplage
Er werden 396 exemplaren uitgegeven: 15 op Japans nacrépapier met een reeks gravures genummerd van 1 tot 15, 371 op “Vergé d’Arches” genummerd van 16 tot 386 en 10 exemplaren h.c. op Japans nacrépapier genummerd van I tot X, voorbehouden voor medewerkers.

## Medewerkers
Deze luxueuze uitgave werd geïllustreerd door bevriende Belgische kunstenaars uit het interbellum en één Franse kunstenaar. Het eclectisch karakter van deze groep komt duidelijk tot uiting in hun gravures, elk in zijn eigen stijl.
- Jean Brusselmans (“Sept flèches”)
- Louis Buisseret (“L’ombre fugitive”)
- Anto-Carte (“Saint-Alathène”)
- Philibert Cockx (“Le paradis perdu”)
- Albert Crommelynck (“Portret van Horace Van Offel” & “Les cygnes noirs”)
- Anne De Kat (“Callixte”)
- James Ensor (“Le moulin au diable”)
- Floris Jespers (“Quatorze sabots”)
- Hector Letellier (“L’enfant perdu”)
- Frans Masereel (“L’aigle de Distelmonde”)
- George Minne (“La madone d’argent”)
- Léon Navez (“L’ange des rameaux”)
- Isidore Opsomer (“Les crêpes ensorcelées”)
- Willem Paerels (“Deux vérités”)
- Albert Saverys (“Le loup-garou”)
- Albert Servaes (“L’étrange rencontre”)
- Léon Spilliaert (“La flèche et la faux”) er werden meerdere exemplaren van deze gravure verkocht door de kunstenaar.
- Marcel Stobbaerts (“Le nez de Cléopatre”)
- Rodolphe Strebelle (“La galère”)
- Edgar Tytgat (“Le poulet estropié”)
- Edmond Van Offel (“Le dragon de Maroussia”)
- Maurice De Vlaminck (“Simon le musicien”)

## Exemplaren
- Brussel, Koninklijke Bibliotheek
- Oostende, Mu.ZEE (Kunstmuseum aan Zee)